# HTC Wildfire
HTC Wildfire är en smartphone tillverkad av HTC. Den kör operativsystemet Android 2.1. Den kan ses som en enklare variant av HTC Desire. 
En uppdatering till version 2.2 av Android släpptes december 2010.